# 水信玄餅

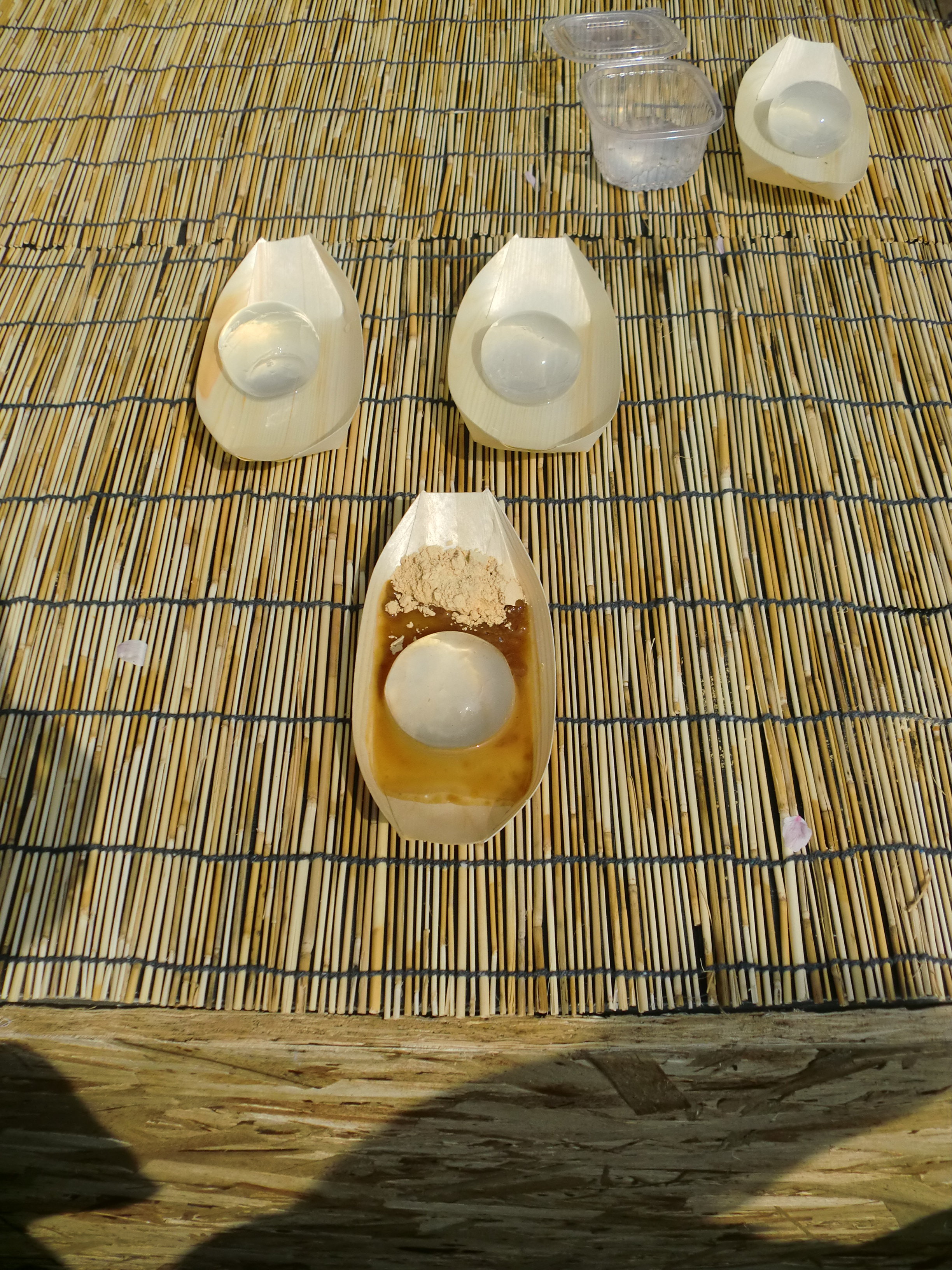
水信玄餅

水信玄餅（日语：／ Mizu shingen mochi */?），也稱為雨滴蛋糕（英語：Raindrop Cake），來自日本山梨縣北杜市，使用當地赤石山脈的水所製成，只有夏季販售。有著天然甜味，看起來像一大塊無色的果凍。
這食品由日本著名的米糕甜點信玄餅演變而來。透明如水晶，入口即化。融化前只能保持30分鐘的固體形狀，所以必須在店裏食用，日本傳統吃法會灑黃豆粉再淋上黑糖糖漿。後來由華裔廚師引進美國紐約，並且稱為「雨滴蛋糕」。
水信玄餅為山梨縣製菓老店金精軒獨家註冊的品牌食品。